# Magnús Ketilsson
Magnús Ketilsson, född 29 januari 1732, död 18 juli 1803, var en isländsk ämbetsman. 
Magnús var sysselman i Dalasýsla på Västlandet från 1754 och gjorde sig på denna post främst förtjänt genom sitt intresse för lantekonomiska och litterära angelägenheter. Då ett boktryckeri inrättades i Hrappsey i samma syssel, övertog han 1773 dess litterära styrelse. Han utgav bland annat Islandske Maanedstidender (1773–1776), den första på Island utgivna tidskriften, och samlingen Forordninger og aabne Breve til Island under den oldenborgske Kongestamme (1448–1730) (tre band, 1776–1787).